# Свети Никола (Мраморец)
Вижте пояснителната страница за други значения на Свети Никола.
„Свети Никола“ (на македонска литературна норма: „Свети Никола“) е възрожденска православна църква в охридското село Мраморец, Република Македония. Църквата е под управлението на Дебърско-Кичевската епархия на Македонска православна църква.
Църквата е построена в 1846 – 1886 година и е гробищен храм. В 1896 година иконостасът, амвонът и владишкият трон на храма са изработени от дебърския резбар Яким Тодоров. В храма има икони на Кръстьо Николов.
Храмът е граден от ломен и дялан камък, има големи размери и седемстранна апсида на изток, цялата от бигор със слепи арки.
На два метра югоизточно от храма е разположена старата църква, също посветена на Свети Никола – еднокорабен каменен храм с полукръгла апсида.